# Eugène Kalt
Eugène Kalt (* 24. Februar 1861 in Landser; † 9. Mai 1941 in Paris) war ein französischer Augenarzt, welcher für seinen Einsatz von Kontaktlinsen zur Behandlung eines Keratokonus bekannt wurde. 1888 arbeitete er an primitiven, flach anliegenden Sklerallinsen, welche „die steile kegelförmige Spitze flachdrücken und somit die Beschwerden heilen sollten“. Seine ersten Linsen wurden aus den Unterseiten von Reagenzgläsern gefertigt.
Kalt wurde in Landser im Elsass in Frankreich geboren.